# آگنیس چاوارس

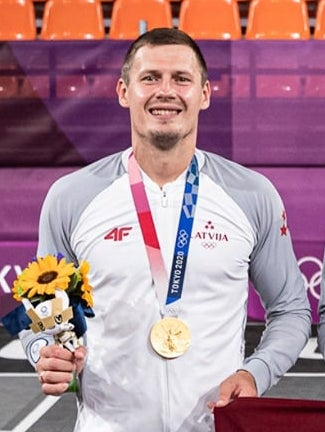
المپیک 2021 لتونی

آگنیس چاوارس (لتونیایی: Agnis Čavars؛ زادهٔ ۳۱ ژوئیهٔ ۱۹۸۶) بازیکن بسکتبال اهل لتونی است.
وی در مسابقات کشوری و بین‌المللی در مجموع برندهٔ ۲ مدال طلا، ۲ مدال نقره شده‌است.